# دختر گمشده (مجموعه تلویزیونی)
(دختر گمشده) نام یک مجموعه تلویزیونی ایرانی به کارگردانی احمد کاوری است که در سال ۱۳۹۷ از شبکه سه پخش شده‌است.

## خلاصه داستان
داستان مجموعه «دختر گمشده» پیرامون دختری است که در خلال قصه گم می‌شود و پلیس به دنبال او است. پلیس گمانه‌های زیادی از جمله قتل، دزدیدن و … دربارهٔ این دختر نوجوان می‌زند و پرونده او در اختیار سروان اداره آگاهی و همچنین مددکار مشاوره نیروی انتظامی قرار می‌گیرد و …

## بازیگران
- هدایت هاشمی
- ماه‌چهره خلیلی
- کورش تهامی
- هومن حاجی‌عبداللهی
- شهرزاد کمال‌زاده
- آوا کاوری
- گیتی معینی
- حسین تبریزی
- مختار سائقی
- پروین ملکی
- انوش معظمی
- کامبیز دارابی
- کرامت رودساز
- حسین زارعی
- آرش خیری
- نیما صفری
- علی آهنج

## عوامل سریال
- تهیه‌کننده: سعید کمانی
محمد معماریان
- کارگردان: احمد کاوری
- نویسنده: حسین تراب نژاد
- مدیر تصویربرداری: فرهاد محمودی
- صدابردار: کامران کیان ارثی
- دستیار اول کارگردان: افشین کرم رضایی
- مدیر برنامه‌ریزی: سعید آهنج
- طراح صحنه و لباس: شقایق الله وردی
- طراح گریم: داریوش الحیان
- منشی صحنه: محبوبه نظری
- عکاس: امیر خدّامی